# Katy (województwo podkarpackie)
Katy – wieś w Polsce położona w województwie podkarpackim, w powiecie niżańskim, w gminie Jarocin. Wieś leży przy drodze krajowej nr 19 pomiędzy Niskiem (odległość 15 km) a Janowem Lubelskim (18 km).
W latach 1975–1998 miejscowość administracyjnie należała do województwa tarnobrzeskiego. Wieś ma jeden przysiółek - Kutyły.
W Katach znajduje się kompleks rekreacyjny składający się z: boiska wielofunkcyjnego, boiska do siatkówki plażowej, siłowni zewnętrznej, placu zabaw oraz wiaty. Natomiast w północnej części wsi, na skraju lasu, przy drodze gminnej do Jarocina zlokalizowany jest punkt obserwacji ptaków Centrum Edukacji Ekologicznej Jarocin

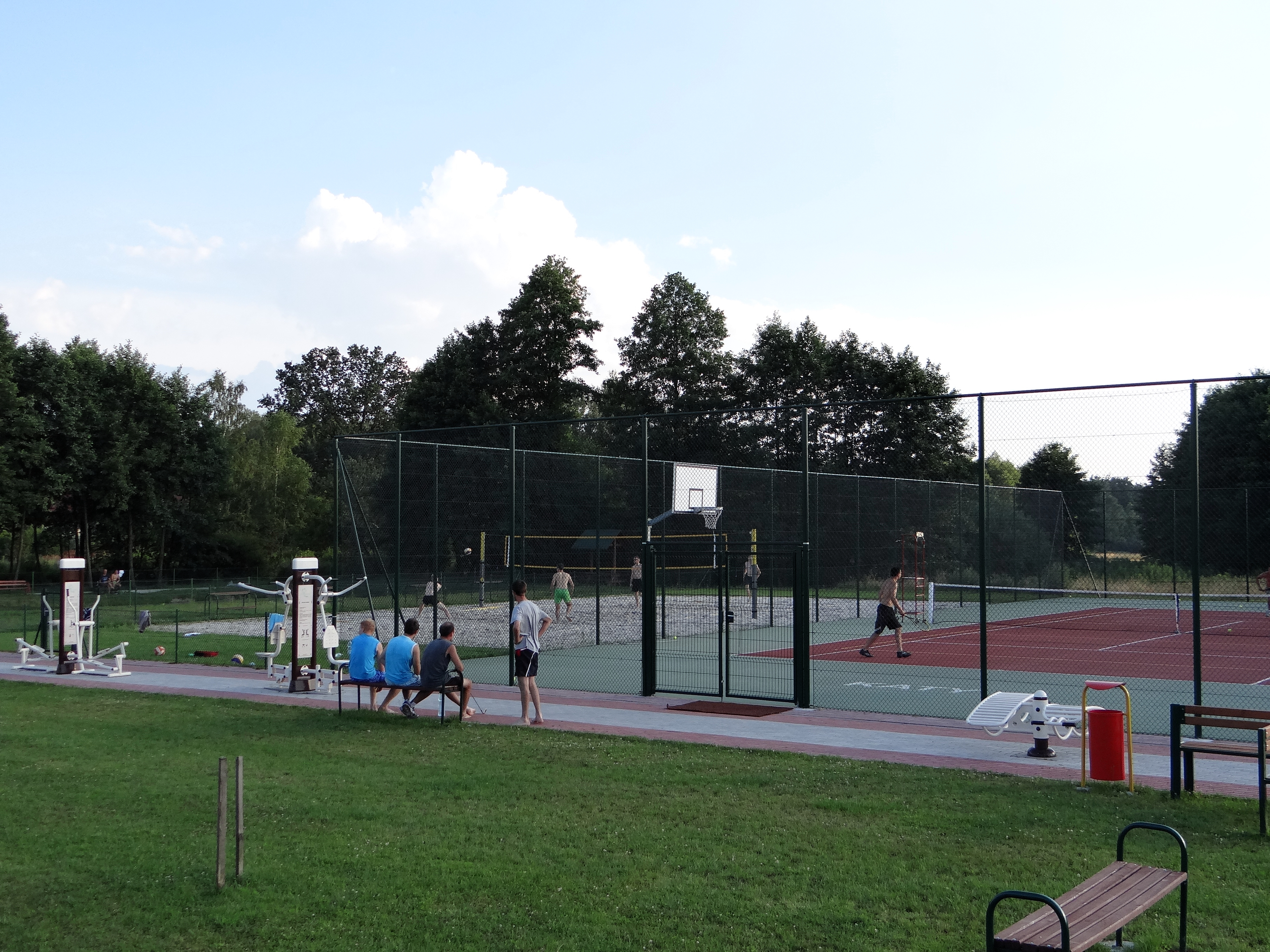
kompleks rekreacyjny w Katach

Wzdłuż drogi krajowej nr 19 na terenie wsi są dwie stacje paliw.